# Lamdingin
Lamdingin is een bestuurslaag in het regentschap Banda Aceh van de provincie Atjeh, Indonesië. Lamdingin telt 2515 inwoners (volkstelling 2010).